# Gole del Tarn
Le gole del Tarn (in francese Gorges du Tarn) sono un canyon scavato dal fiume Tarn tra il Causse Méjean ed il Causse de Sauveterre. Si estendono da Quézac a Le Rozier lungo 53 km, per gran parte nel dipartimanto della Lozère ed in minima parte nell'Aveyron. Il fiume, attraversando la zona delle Grands Causses, forma uno dei più grandi canyon d'Europa, e alterna zone di corso calmo a rapide talvolta tra pareti rocciose alte 500 metri. Il clima è molto meno rigido nelle gole che sugli altopiani circostanti, a causa della differenza di altitudine.
Il cosiddetto point sublime a sud est di Saint-Georges-de-Lévéjac offre una vista panoramica sulle gole del Tarn.
L'asse principale di sviluppo della regione è il turismo secondo diverse attività come il trekking, la canoa-kayak, la speleologia ed altri sport naturali, oltre al turismo culturale incentrato sui villaggi tipici come Saint-Chély-du-Tarn.

## Topografia

### Geografia
Il fiume Tarn sgorga dalla propria sorgente sulle pendici del Monte Lozère ed appena abbandona il massiccio granitico di questa catena, entra immediatamente nell'altopiano dei grands Causses. Questa zona, prettamente calcarea, viene così scavata dall'acqua del fiume che ha creato nel tempo un canyon particolarmente profondo (tra i 400 ed i 600 metri di dislivello per una lunghezza di circa 53 km, prevalentemente nei territori degli abitati di Quézac e Le Rozier.

### Geologia

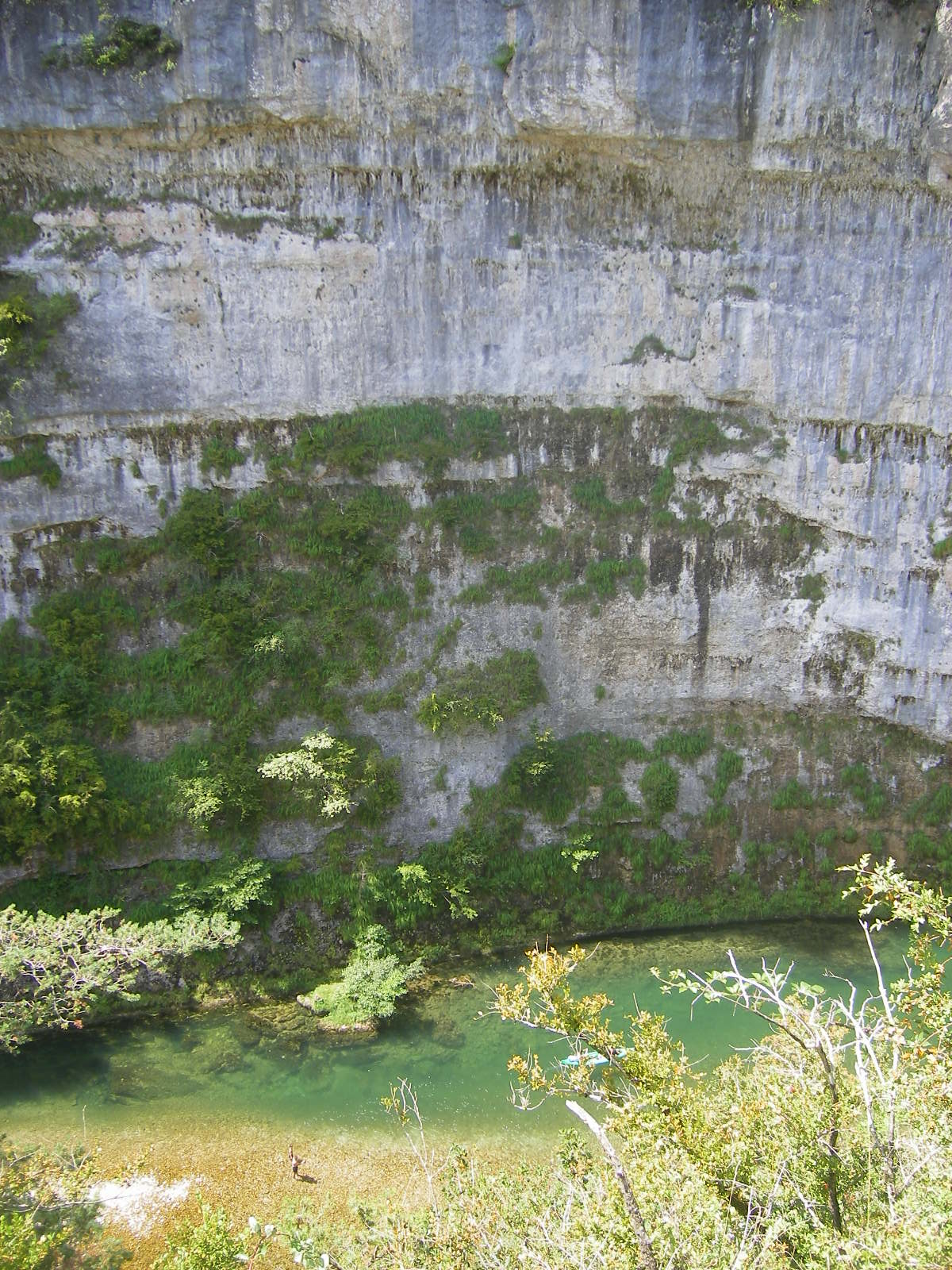
Dettaglio della parete calcarea scavata dal fiume

Le gole sono formate da pareti calcaree formatesi nel Mesozoico e che si sono cominciate a formare dal Bajociano per quel che riguarda gli strati più inferiori (barre dolomitiche), hanno continuato nel Batoniano inferiore in poi, caratterizzandosi per il pendio inclinato, ed infine hanno terminato la loro formazione con le grandi falesie verticali che raggiungono la sommità (dolomia batoniana e del giurassico superiore).
Questa conformazione geologica relativamente semplice caratterizza la parte a valle delle gole (tra le Vignes e Rozier), ma per quanto riguarda quella a monte, la presenza di faglie (la faglia Hauterive, incidente submeridiano di Sainte-Enimie che passa anche attraverso tutta la Causse Mejean) rende più complesso geologicamente il luogo. Sono queste faglie che sono giustamente all'origine di due insorgence molto importanti nella regione di Saint-Enimie: la sorgente del Burle e quella del Coussac, che confluiscono con delle cascate nel Tarn..
Queste fonti sembrano drenare gran parte del Causse de Sauveterre mentre l'altro lato del fiume, la sorgente di Castelbouc, anch'essa molto potente, drena la maggior parte del Méjean Causse (fino alla pozza di Huren). Ci sono anche altre sorgenti lungo il percorso del Tarn, più o meno abbondanti (se ne possono contare una quarantina) tra le quali quella di San Cénaret Chely du Tarn, che ha la particolarità di alimentare un piccolo lago sotterraneo (30 metri di diametro e otto metri di profondità), situato nell'omonima grotta.
L'area delle gole del Tarn è stata influenzata anche dal vulcanismo Quaternario i cui effetti sono rintracciabili in due punti. La prima testimonianza di questo vulcanismo è in alcune gole remote che si trovano sul Sauveterre e portano lo stesso nome: assumono la forma di un doppio collo circondato da basalto sul quale sorge il paese. La seconda si trova allo stesso livello della gola di Eglazines e si manifesta come un'intrusione di basalto circondato da alcune laghune. Entrambe le eruzioni risalgono al quaternario antico e il secondo luogo era già formato prima che il canyon fosse completamente scavato.

## Fauna e flora

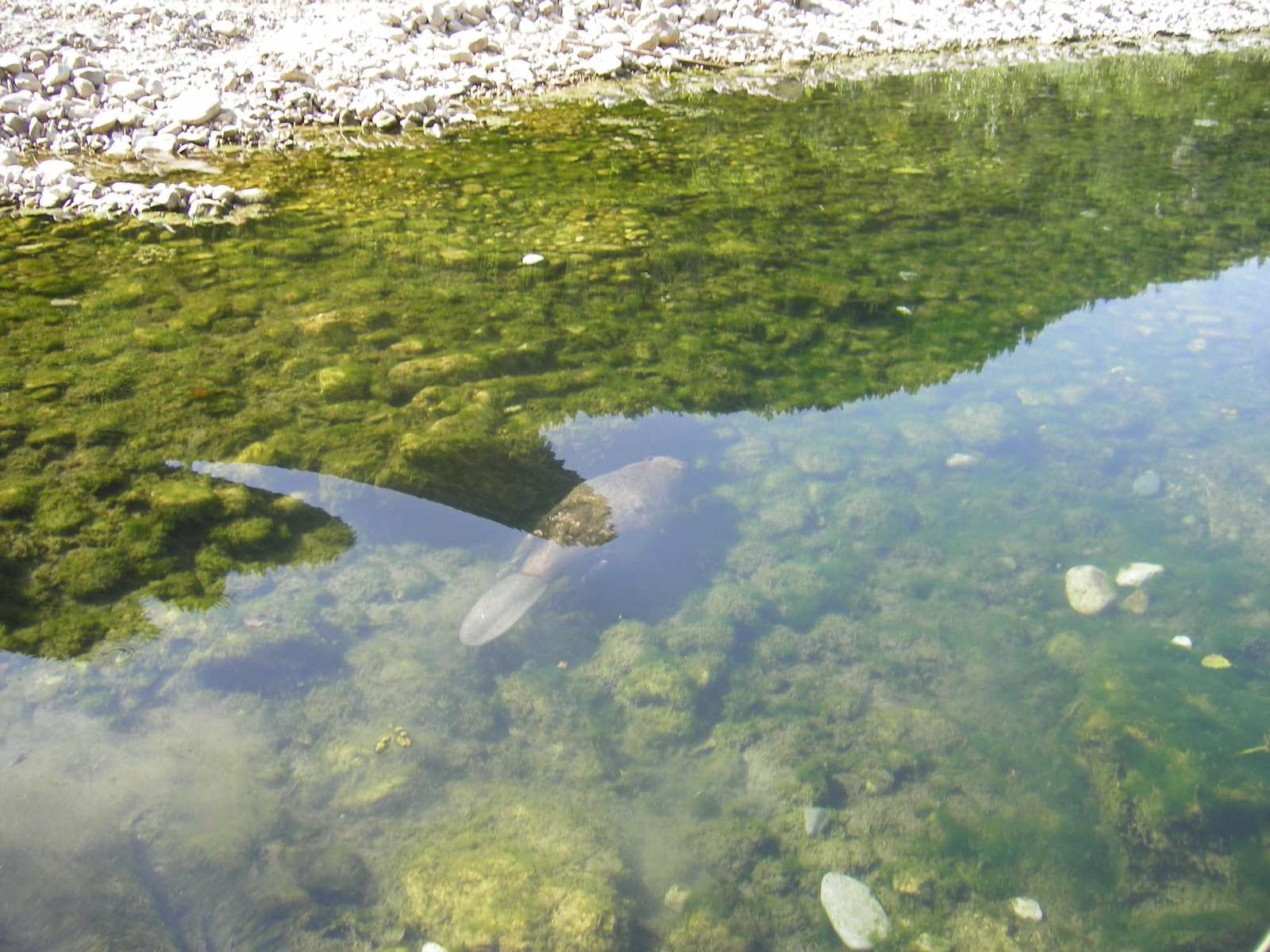
Castoro che nuota nella acque del Tarn

Le gole del Tarn sono ben note per la loro importante fauna cavernicola. In particolare esistono nella grotta di Castelbouc due specie endemiche e rare di mollusco: la Bythinella bouloti e la Bythinella galerae. Non solo, ma nelle grotte dell'area sono presenti specie di Chirotteri molto rare come il vespertillo maggiore, il rinolofo maggiore ed il rinolofo minore.
Tra i volatili spiccano numerosi esemplari di avvoltoi: il capovaccaio (riapparso in maniera spontanea dopo un periodo di prolungata assenza), il grifone (reintrodotto dall'uomo) e l'avvoltoio monaco. Va inoltre annoverata la presenza del biancone e dell'ortolano.
Nelle zone d'acque e nel Tarn, va infine ricorda l'importante presenza del castoro europeo che è stato reintrodotto non molto tempo fa e che ha cominciato a reinsediarsi in maniera soddisfacente.

## Turismo
Da cima a valle, le gole del Tarn vantano una successione di siti naturali fuori dal comune ben noti ed apprezzati: réputation:
- Cirque de Pougnadoires
- Cirque de St Chély-du-Tarn
- Les Détroits (nel punto più chiuso del canyon, accessibile in barca o canoa, la gola si addentra ad una profondità di 500 metri e soltanto 1200 metri separano i bordi superiori dei vicini altopiani)
- Cirque des Baumes
- Point sublime (il punto migliore e più conosciuto da dove ammirare la panoramica del canyon, nominato così per analogia ad un luogo simile nel Grand Canyon del Colorado e nelle gole del Verdon)
- Pas de Soucy
- Corniche du causse Méjean.

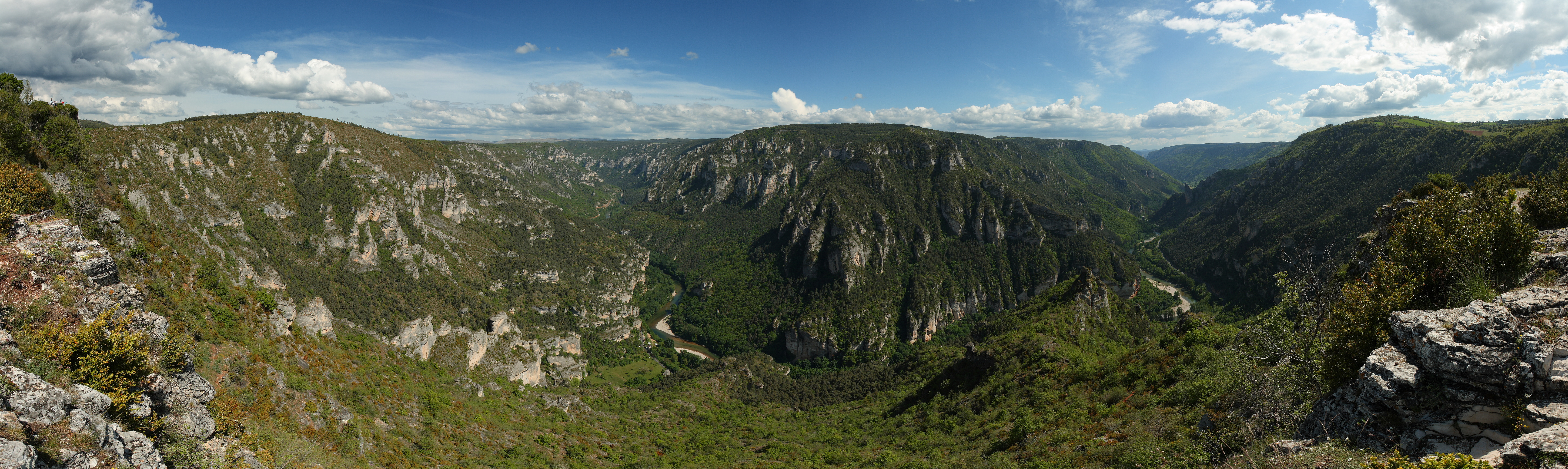
Le Gole del Tarn dalla più tipica delle panoramiche: il Pointe Sublime

Le gole del Tarn sono un sito naturalistico protetto in Francia.

## Galleria d'immagini

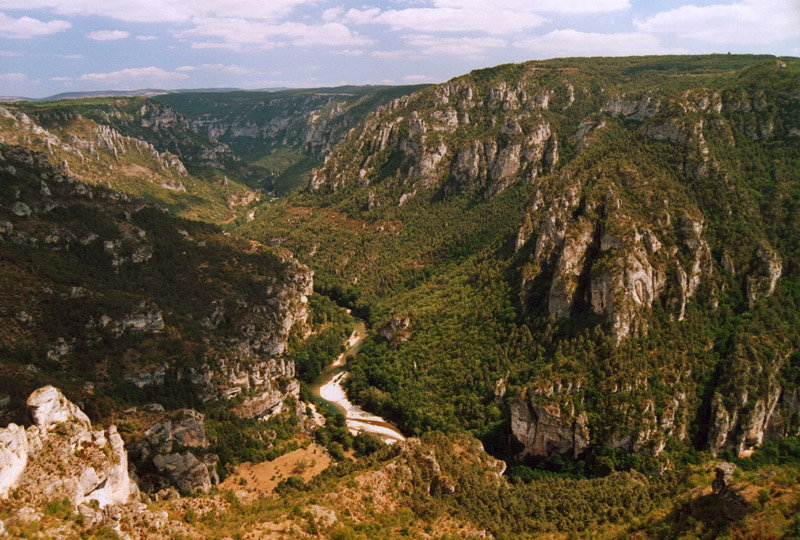
Le gole dal point sublime
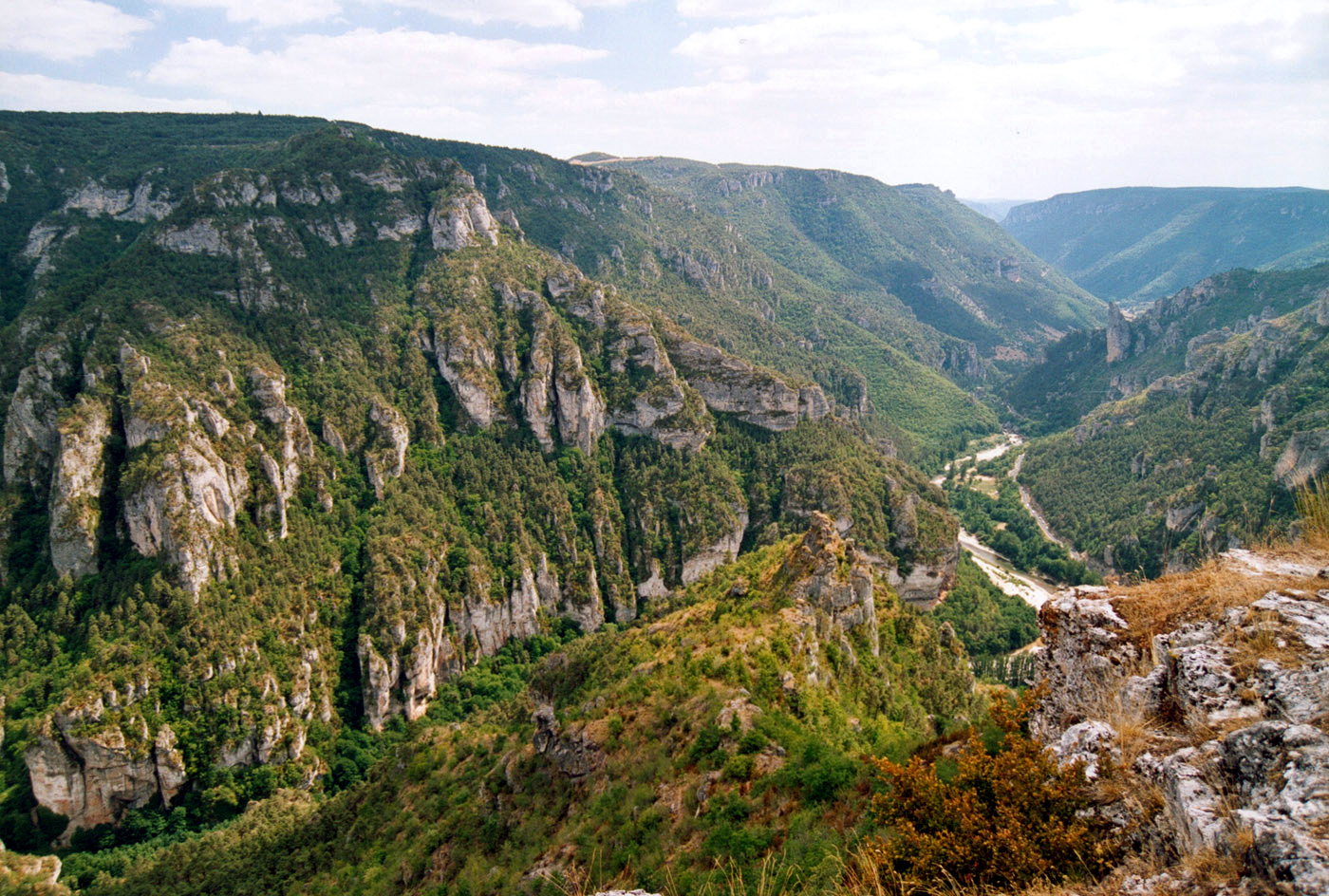
Le gole dal point sublime
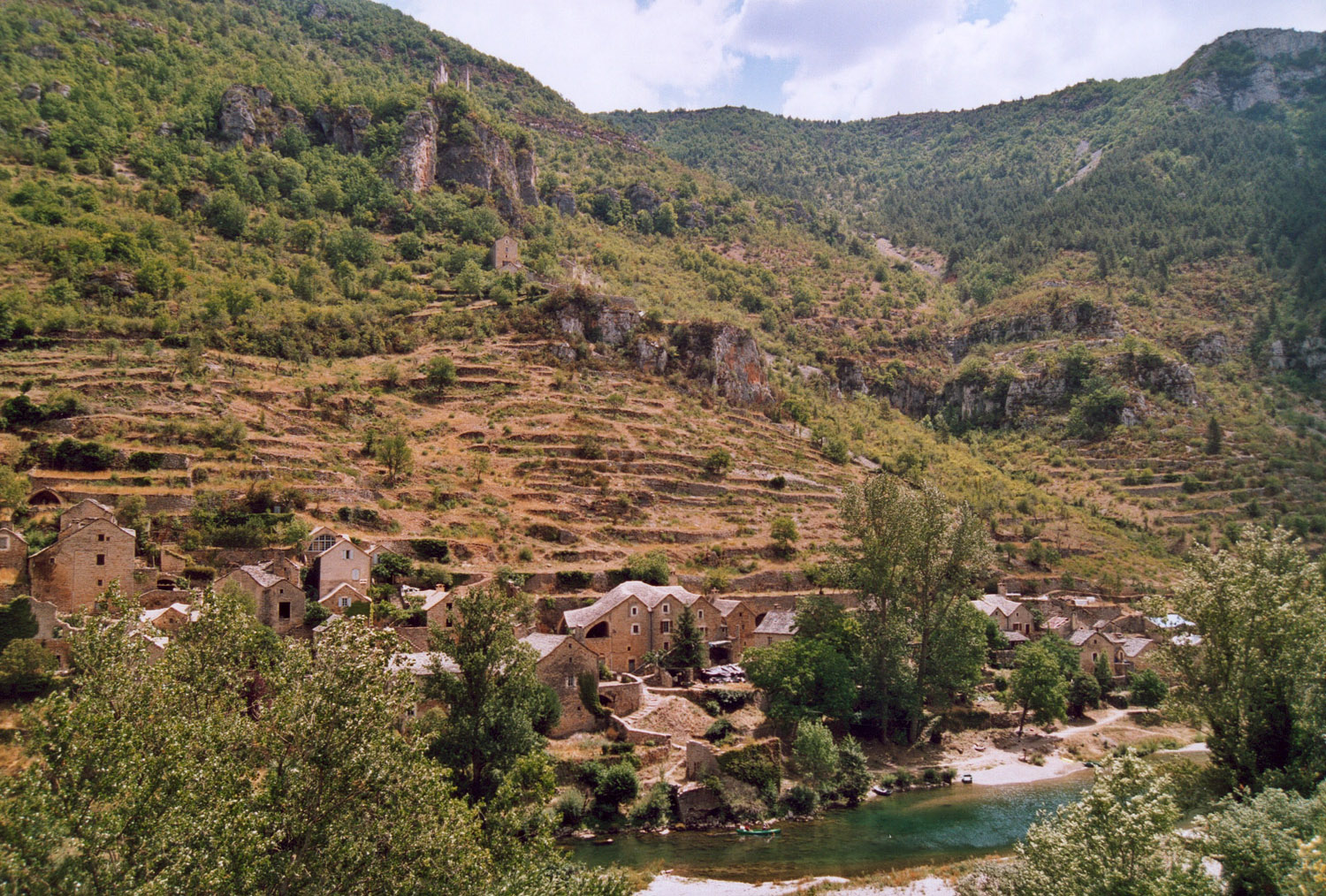
Hauterives
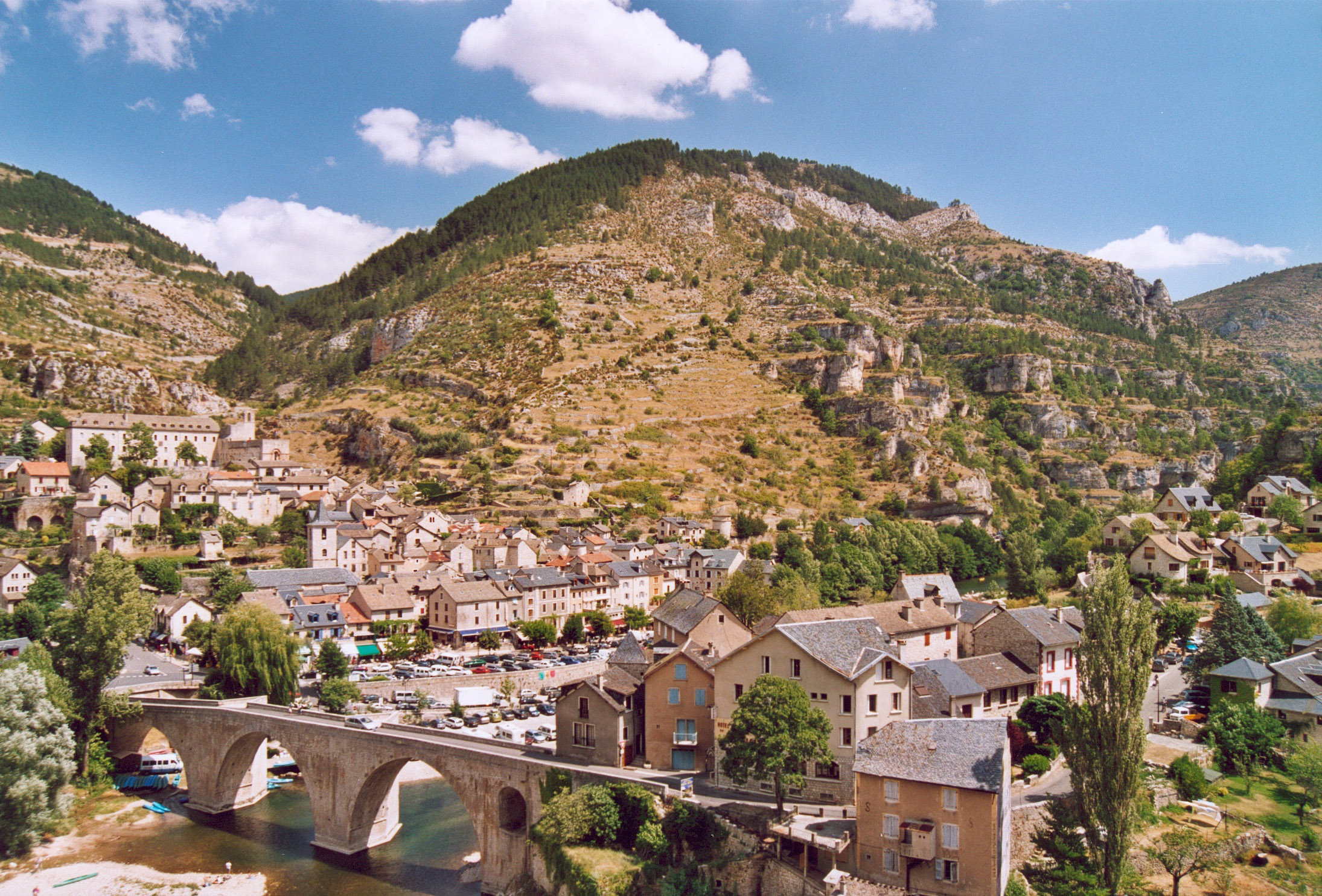
Sainte-Enimie
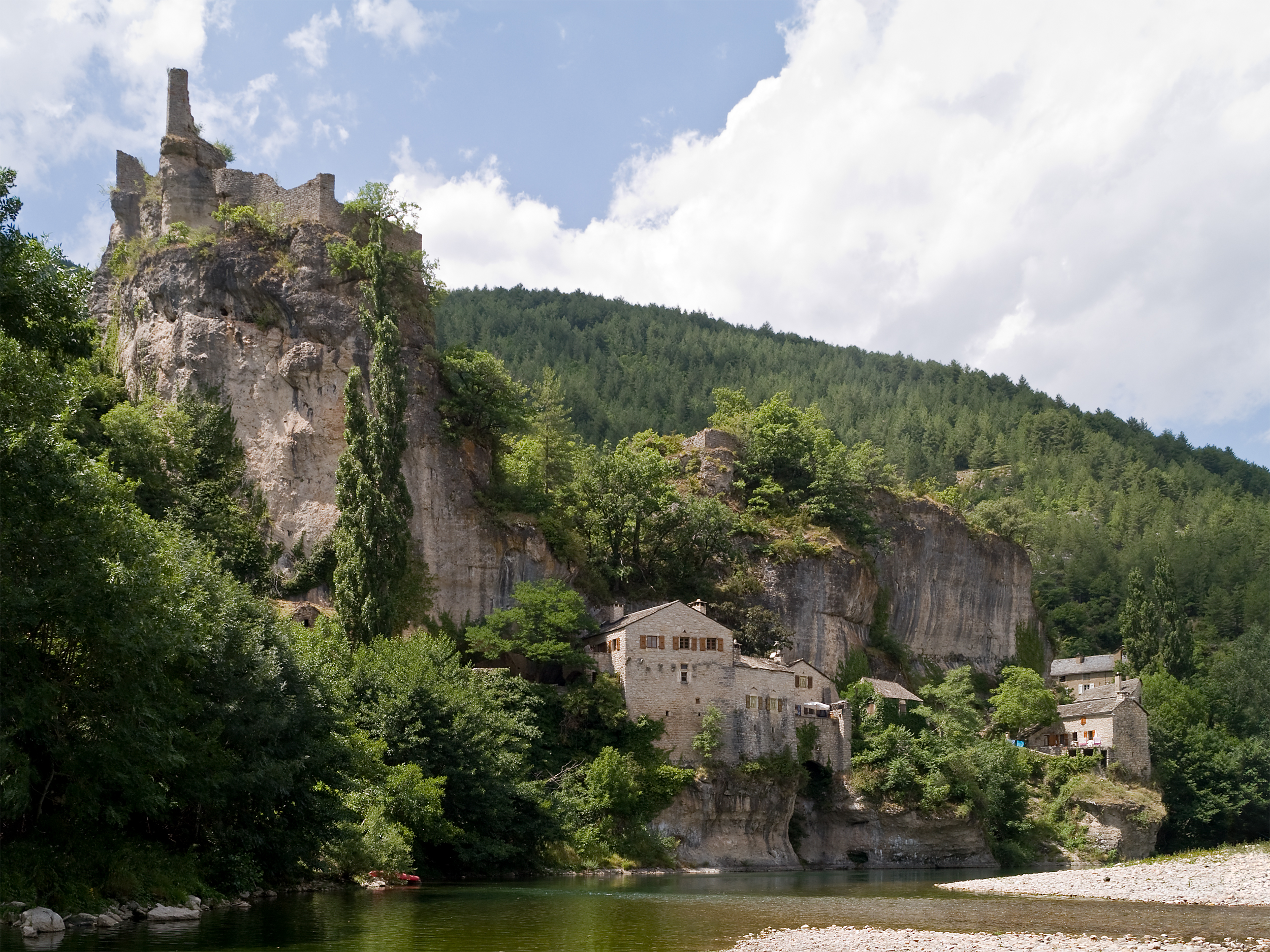
Castelbouc
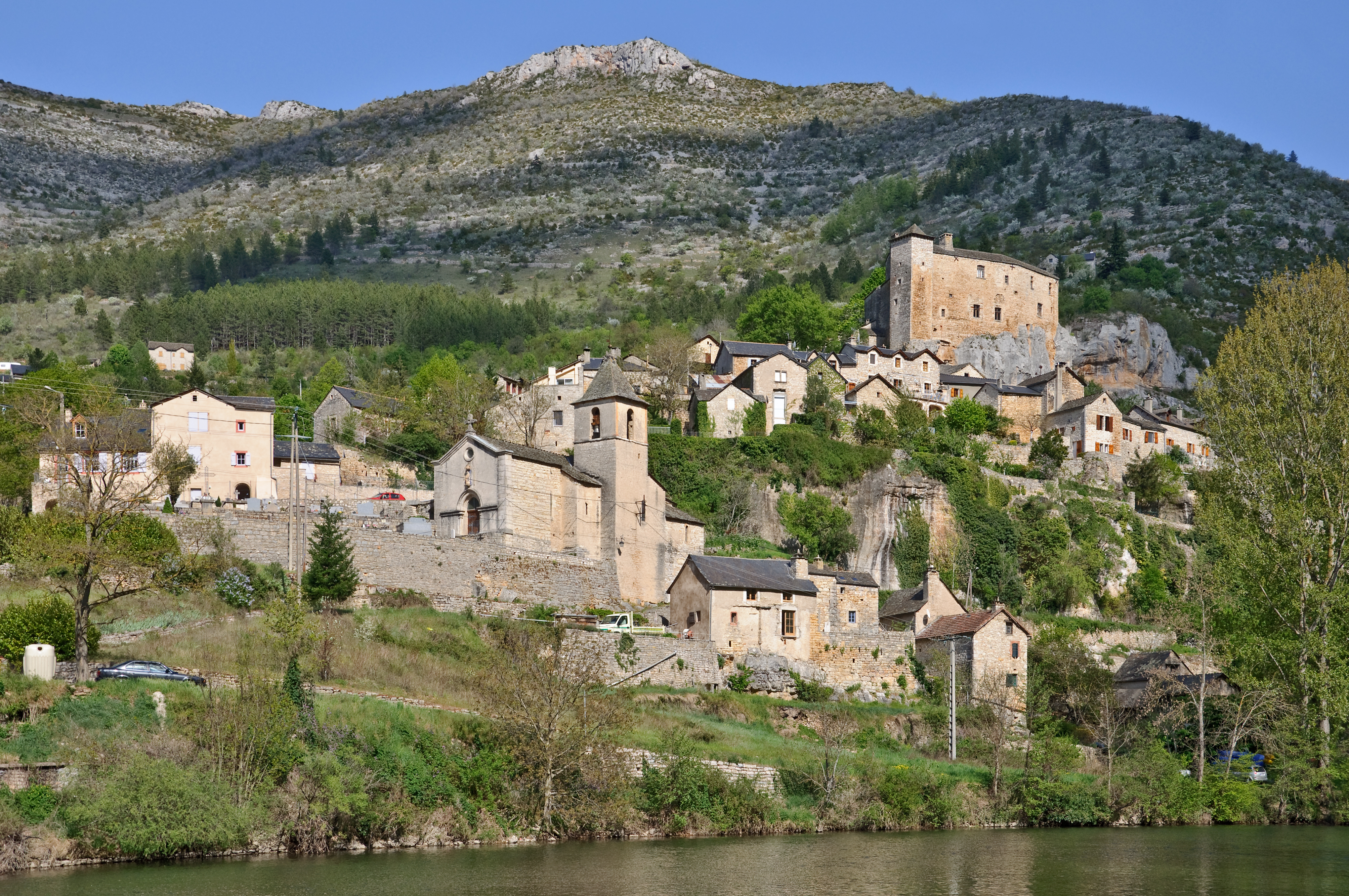
Prades
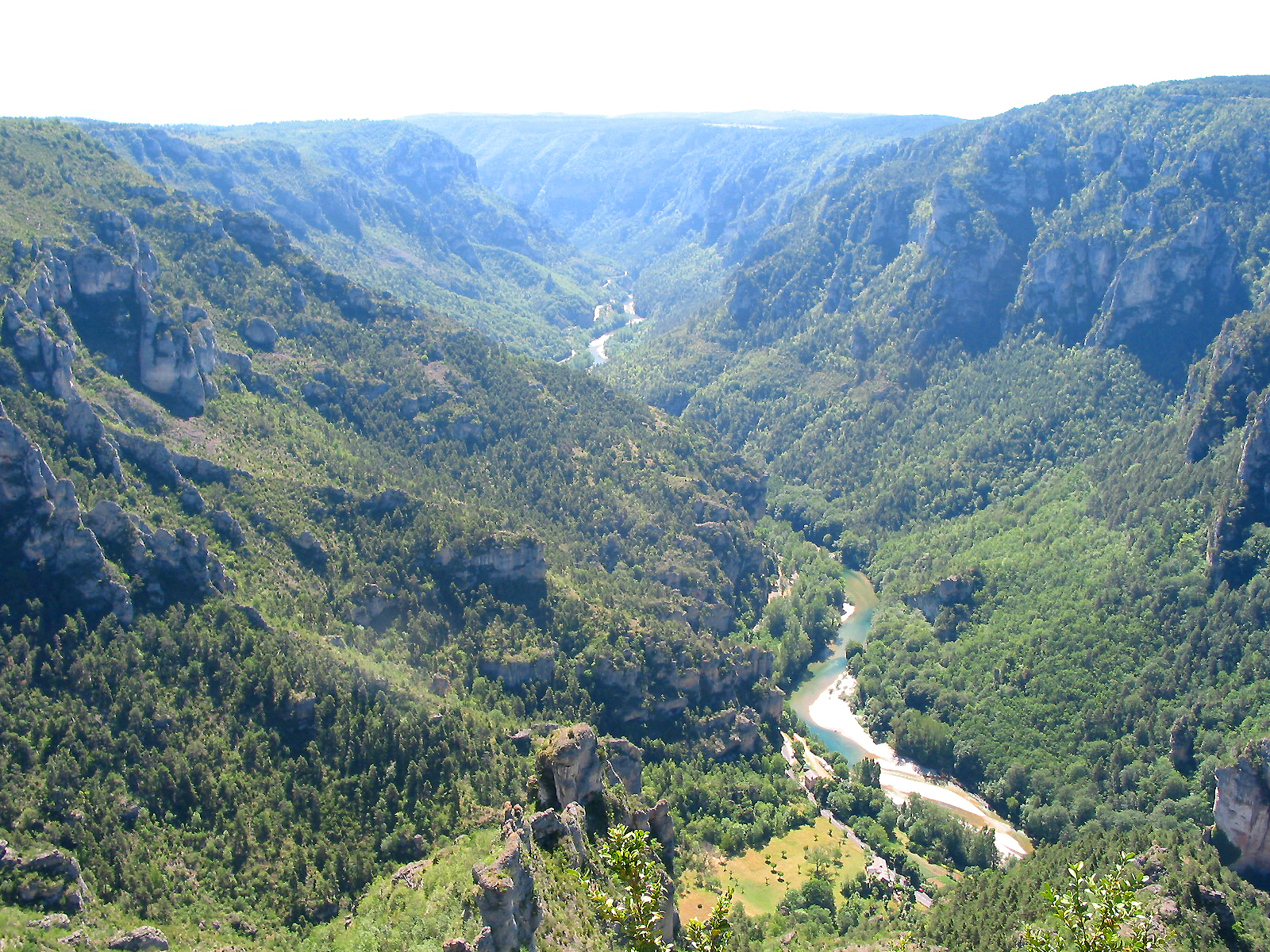
Saint-Georges-de-Lévéjac